# Mangataboahangy
Mangataboahangy est une commune urbaine malgache située dans la partie nord-ouest de la région d'Amoron'i Mania.